# 皇家展览馆
皇家展览馆，建于1880年，位于墨尔本尼科尔森街9号，是澳大利亚的世界文化遗产之一，展览馆毗邻墨尔本的中央商务区。当时兴建该处展馆是为了举办1880-1881年度墨尔本国际展览会。1901年，这里又举行了第一届澳大利亚国会开幕式。在20世纪，建筑的一小部分和侧翼展馆因各种原因遭到拆除，或是被火焚毁。但其主要部分，也就是被称为大厅的部分得到了保留。
1990年代，皇家展览馆开始引起重视，受损部分得以一一修复。在2004年，作为全球最后一个建于19世纪的展览场馆，皇家展览馆入选联合国教科文组织的世界文化遗产名录，成为澳洲的首个入选建筑。其紧邻墨尔本博物馆，并且由维多利亚州博物馆负责日常运营。如今，该馆日常会举办众多展览及配合墨尔本博物馆进行一系列的展出。

## 历史

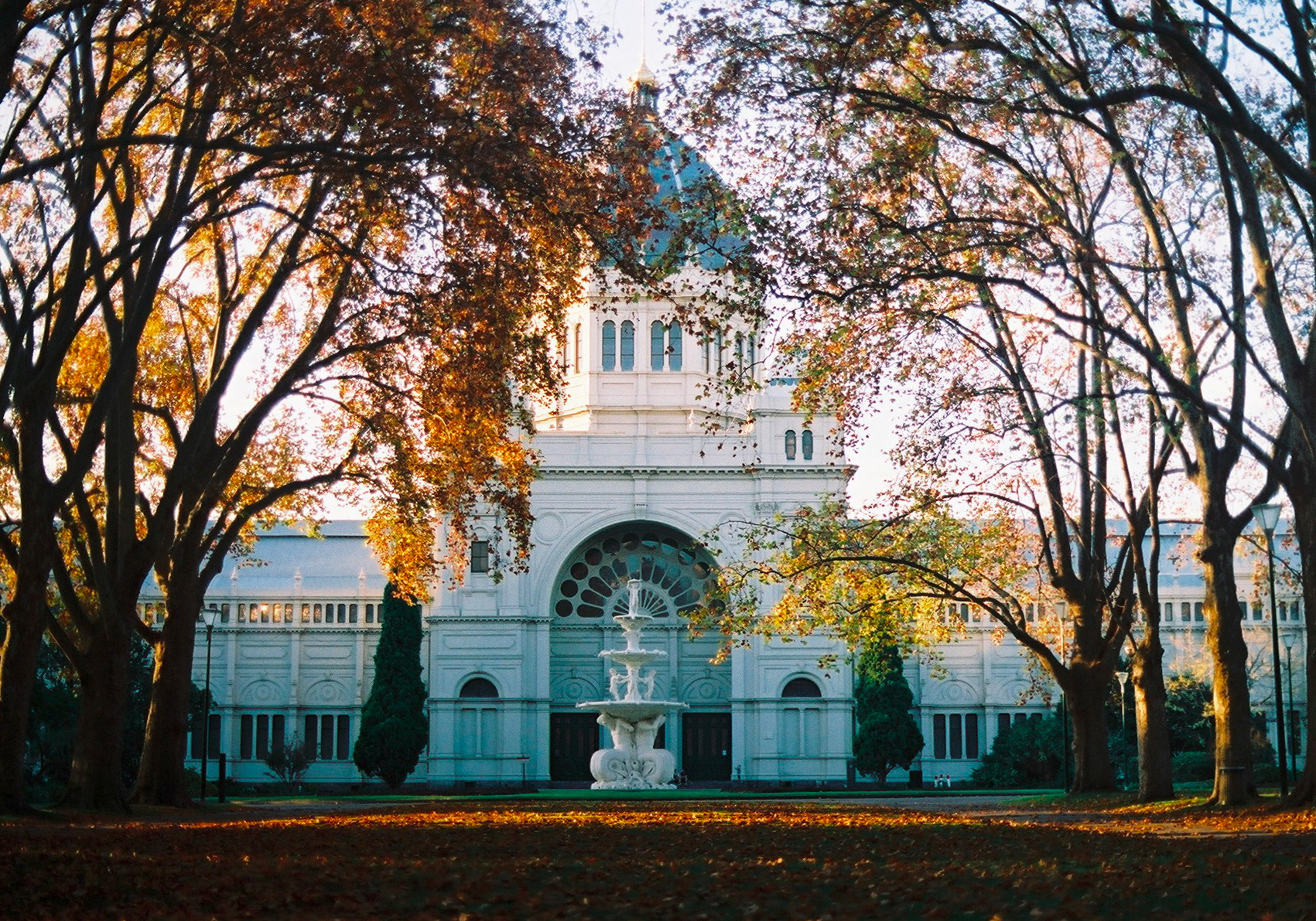
从卡尔顿园林主林荫道看到的皇家展览馆建筑

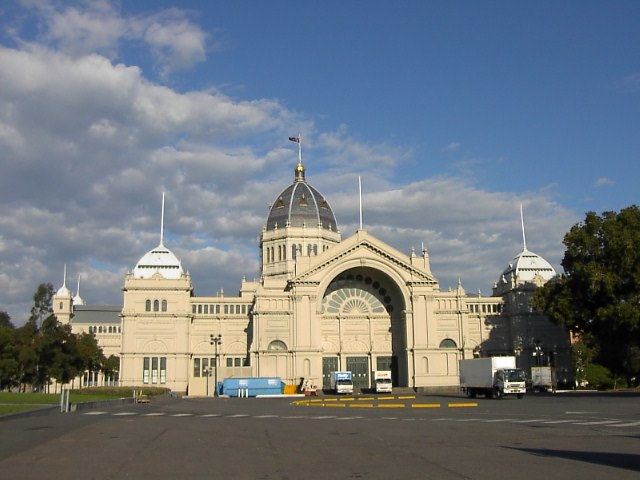
西面的皇家展览馆建筑

皇家展览馆是由建筑师Joseph Reed为墨尔本国际展览会而设计，完工于1880年。墨尔本市政厅和维多利亚州立图书馆也出自于这位建筑师之手。该展览厅包含了一个超过12000平方米的大厅和许多零时性附属建筑。标志性的圆形屋顶相信是从佛罗伦萨的圣母百花大教堂获得的灵感。
1888年，为了庆祝欧洲对澳大利亚一个世纪的殖民，墨尔本百年纪念展览会在皇家展览馆举行。
展览大厅见证的最重要的事件无疑是澳大利亚第一届议会的召开以及君主立宪的澳大利亚联邦的就职仪式，时间是1901年5月9日。在官方开幕式后，联邦政府移入了维多利亚国会大厦，与此同时，维多利亚政府移入了展览馆并在那里待了26年。
那时以后，这座建筑开始有了更多的功能，在1940年代到1950年代，随着它的损坏，这座建筑开始被人们损称为“大白象”，讽刺的是，和当时墨尔本其他很多建筑一样，它也被打上了被办公楼取代的印记。建筑的两翼原本是墨尔本水族馆和大舞厅，随着他们的慢慢荒废，就只剩下大楼的主体建筑和一些附属设施还伫立在1960年代至1970年代。
1979年，大舞厅被完全损坏，公众开始大声疾呼要避免主建筑陷入相同的境地。
1984年，伊丽莎白女王二世访问维多利亚，她将展览馆冠以“皇家”的名号，这直接鼓舞了1985年晚期对建筑内部的修复以及一个镜面玻璃附属建筑的动工。（该附属建筑日后损坏）
1996年，当时的维多利亚州州长简纳德（Jeff Kennett）提议并主持建造了墨尔本国立博物馆，选址于展览馆的附近，1960年代的临时附属建筑也被移去。1997年和1998年，建筑的外观被渐渐的修复。
澳大利亚工党、墨尔本市议会以及当地社团坚决反对国立博物馆的选址，认为它太靠近展览馆。这些反对呼声，再加上党派的竞争，反对党领袖John Brumby在墨尔本市议会的支持下，提议提名皇家展览馆为世界遗产。该提议直到1999年工党取得了选举的胜利后才得以实施。
2004年，皇家展览馆和周围的卡尔顿园林一起被评为世界遗产，这也是澳大利亚第一个获此殊荣的建筑。遗产清单上的评选理由是：皇家展览馆澳大利亚是现存唯一的一个19世纪的展览馆，也是世界范围内为数不过的19世纪展览馆之一。

## 评定基准
该世界遗产被认为满足世界遺產登錄基準中的以下基準而予以登錄：
- （ii）在某期间或某种文化圈里对建筑、技术、纪念性艺术、城镇规划、景观设计之发展有巨大影响，促进人类价值的交流。

## 现在的用途

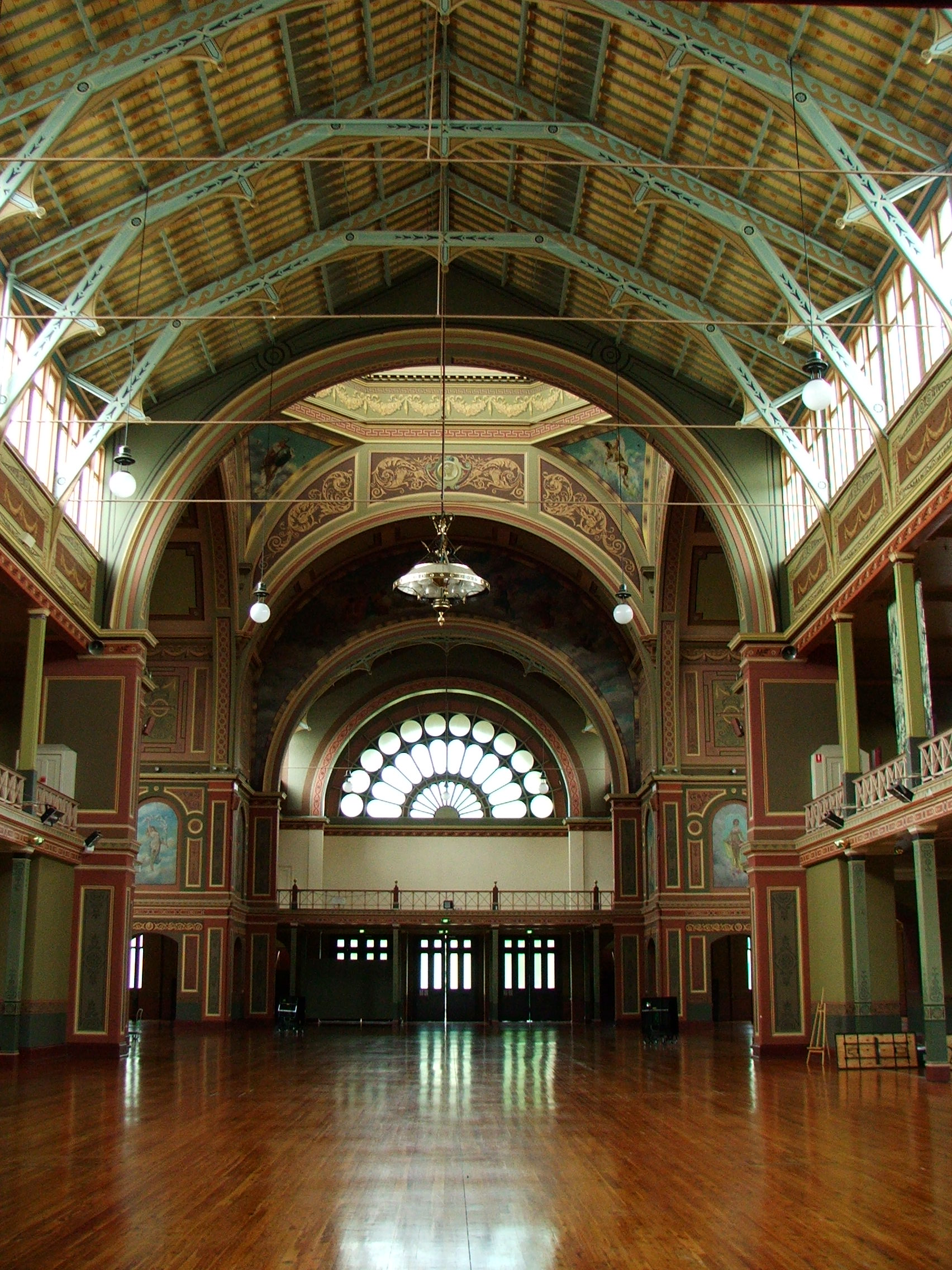
建筑里主要的大厅

这个建筑在现在依旧作为一个展览馆在使用，例如墨尔本国际花卉和园艺展，但其主要的用途还是作为墨尔本博物馆观光的一个附属景点。
然而，它已不再是墨尔本最大和最繁忙的展览中心了。现在最大的展览馆是位于城市南部的墨尔本展览和会议中心。墨尔本展览馆也被用作充当墨尔本大学、墨尔本皇家理工大学、墨尔本高中和麦克·罗伯逊女子高中（Mac.Robertson Girls' High School）的考场。